# Nati nel 1961/Marzo
| Questa pagina contiene informazioni ricavate automaticamente dalle voci biografiche con l'ausilio del template Bio e di un bot. L'aggiornamento è periodico e automatico e ricostruisce completamente la pagina. Se manca una persona in questa lista, sei pregato di non aggiungerla, ma accertati piuttosto che la sua voce biografica contenga il template Bio e che i dati anagrafici siano correttamente compilati. Se il template Bio manca, inseriscilo tu stesso o, in alternativa, metti l'avviso {{tmp\|Bio}} che ne segnala la mancanza. Se i dati riportati sono sbagliati, correggi direttamente la voce biografica; le modifiche saranno visibili in questa lista entro pochi giorni. Per chiarimenti vedi il progetto biografie. La lista contiene solo le 298 persone che sono citate nell'enciclopedia e per le quali è stato implementato correttamente il template Bio. Pagina aggiornata al 10 ago 2025. |

- 1º marzo - Mehmed Bečirovič, allenatore di pallacanestro sloveno
- 1º marzo - David Cantero, giornalista e scrittore spagnolo
- 1º marzo - Michelino Davico, politico italiano
- 1º marzo - Kōichi Hashiratani, ex calciatore giapponese
- 1º marzo - Ralph Keyes, ex rugbista a 15 e giornalista irlandese
- 1º marzo - Greg Olson, allenatore di football americano statunitense
- 1º marzo - Mike Rozier, ex giocatore di football americano statunitense
- 1º marzo - Michael Sundin, conduttore televisivo, attore e ballerino britannico († 1989)
- 1º marzo - Suat Sungur, attore turco
- 2 marzo - Marco Balzarotti, doppiatore italiano
- 2 marzo - Lauro Bon, ex cestista italiano
- 2 marzo - Julia Calvo, attrice, regista teatrale e docente argentina
- 2 marzo - József Dzurják, ex calciatore ungherese
- 2 marzo - Ingeborg Gräßle, politica tedesca
- 2 marzo - Théo Malget, ex calciatore lussemburghese
- 2 marzo - Sara Mingardo, contralto italiano
- 2 marzo - Sergej Silkin, allenatore di calcio e ex calciatore russo
- 3 marzo - Philo Bompoko, cestista della Repubblica Democratica del Congo († 2015)
- 3 marzo - Stefano Dal Bianco, poeta, critico letterario e metricista italiano
- 3 marzo - Tom Emmer, politico statunitense
- 3 marzo - Marcello Giglio, ex calciatore italiano
- 3 marzo - Anita Hegerland, cantante norvegese
- 3 marzo - Vjačeslav Ivanenko, ex marciatore sovietico
- 3 marzo - Bodil Jørgensen, attrice danese
- 3 marzo - Mary Page Keller, attrice statunitense
- 3 marzo - Marcellino Mariucci, conduttore televisivo, conduttore radiofonico e attore italiano
- 3 marzo - Perry McCarthy, ex pilota automobilistico britannico
- 3 marzo - Arsens Miskarovs, ex nuotatore sovietico
- 3 marzo - Dragan Raca, allenatore di pallacanestro e ex cestista serbo
- 3 marzo - Stefano Sbarra, ex cestista e dirigente sportivo italiano
- 3 marzo - Fatima Whitbread, ex giavellottista britannica
- 3 marzo - Hana Zarevúcká, ex cestista cecoslovacca
- 4 marzo - Sabine Everts, ex multiplista e lunghista tedesca
- 4 marzo - Johan Helsingius, informatico finlandese
- 4 marzo - Ray Mancini, ex pugile statunitense
- 4 marzo - Mahito Ōba, doppiatore giapponese
- 4 marzo - Erwin Resch, ex sciatore alpino austriaco
- 4 marzo - Salvador García, ex calciatore spagnolo
- 4 marzo - Teodosij Spasov, compositore e musicista bulgaro
- 4 marzo - Marcello Vernola, politico italiano
- 4 marzo - Steven Weber, attore statunitense
- 5 marzo - Andris Ameriks, politico e economista lettone
- 5 marzo - Walter Brunner, ex slittinista italiano
- 5 marzo - David Byrne, allenatore di calcio e ex calciatore inglese
- 5 marzo - Elena Jakovleva, attrice russa
- 5 marzo - Isabelle Juppé, giornalista e romanziera francese
- 5 marzo - Thomas Müller, ex combinatista nordico tedesco occidentale
- 5 marzo - Giusi Nicolini, attivista e politica italiana
- 5 marzo - Charles Poliquin, culturista, scrittore e editorialista canadese († 2018)
- 5 marzo - Carlos Restrepo, allenatore di calcio colombiano
- 5 marzo - Dan Stuart, musicista statunitense
- 6 marzo - Didier Bouvet, ex sciatore alpino francese
- 6 marzo - Paschalīs Christoforou, ex calciatore cipriota
- 6 marzo - Myriam Fecchi, conduttrice radiofonica e conduttrice televisiva italiana
- 6 marzo - Giuseppe Giorgi, mafioso italiano
- 6 marzo - Alan Risher, ex giocatore di football americano statunitense
- 7 marzo - Tomás Bobadilla, ex giocatore di calcio a 5 paraguaiano
- 7 marzo - Ronnie Brunswijk, politico surinamese
- 7 marzo - Warrel Dane, cantante statunitense († 2017)
- 7 marzo - Luis Doreste, velista spagnolo
- 7 marzo - Nicolas Dupont-Aignan, politico francese
- 7 marzo - Mary Beth Evans, attrice statunitense
- 7 marzo - Domingos Lampariello, allenatore di pallavolo, ex pallavolista e ex giocatore di beach volley brasiliano
- 7 marzo - Bruno Limido, ex calciatore italiano
- 7 marzo - Martina Schettina, scultrice e artista austriaca
- 7 marzo - Sanae Takaichi, politica giapponese
- 7 marzo - Danny Tenaglia, disc jockey e produttore discografico statunitense
- 7 marzo - Bice Vanzetta, ex fondista italiana
- 7 marzo - Juan Vargas, politico statunitense
- 8 marzo - Davide Cerati, fotografo italiano
- 8 marzo - Bob Dadae, politico papuano
- 8 marzo - Tatsuya Egawa, fumettista giapponese
- 8 marzo - Biagio Grasso, dirigente sportivo, allenatore di calcio e ex calciatore italiano
- 8 marzo - Maja Haderlap, drammaturga e scrittrice austriaca
- 8 marzo - Peter Larsson, allenatore di calcio e ex calciatore svedese
- 8 marzo - Bob Loughman, politico vanuatuano
- 8 marzo - Camryn Manheim, attrice statunitense
- 8 marzo - Larry Murphy, ex hockeista su ghiaccio canadese
- 8 marzo - Mark Padmore, tenore britannico
- 8 marzo - Salvatore Pesce, ex calciatore italiano
- 8 marzo - Qohir Rasulzoda, politico tagiko
- 9 marzo - Baek Jong-chul, allenatore di calcio e ex calciatore sudcoreano
- 9 marzo - Aldo Canti, velocista francese
- 9 marzo - John Friedberg, ex schermidore statunitense
- 9 marzo - Antonella Marino, giornalista e critica d'arte italiana
- 9 marzo - Rick Steiner, ex wrestler statunitense
- 9 marzo - Lino Straulino, musicista italiano
- 9 marzo - Guillermo Vecchio, allenatore di pallacanestro argentino
- 9 marzo - Darrell Walker, ex cestista e allenatore di pallacanestro statunitense
- 10 marzo - Laurel Clark, astronauta statunitense († 2003)
- 10 marzo - Mitchell Gaylord, ex ginnasta statunitense
- 10 marzo - Paolo Fabrizio Iacuzzi, poeta, critico letterario e curatore editoriale italiano
- 10 marzo - Vivinho, calciatore brasiliano († 2015)
- 10 marzo - Anneke Mourits, ex cestista olandese
- 10 marzo - Jesse Sapolu, ex giocatore di football americano statunitense
- 10 marzo - Ben Spijkers, ex judoka olandese
- 11 marzo - Franck Biancheri, politico francese († 2012)
- 11 marzo - Sergio Domini, ex calciatore italiano
- 11 marzo - Brent Huff, attore, sceneggiatore e regista statunitense
- 11 marzo - Elias Koteas, attore canadese
- 11 marzo - Maria Marello, ex discobola italiana
- 11 marzo - Mohammed bin Zayed Al Nahyan, generale e politico emiratino
- 11 marzo - Tom Mueller, ingegnere statunitense
- 11 marzo - Joaquin Pauls Bosch, allenatore di hockey su pista e ex hockeista su pista spagnolo
- 11 marzo - Bruno Podalydès, attore, regista e sceneggiatore francese
- 11 marzo - Riccardo Quinto, storico della filosofia italiano († 2014)
- 11 marzo - Laura Sadis, politica svizzera
- 11 marzo - Lucio Serrani, ex martellista italiano
- 11 marzo - Alberto Terrile, fotografo italiano
- 11 marzo - Aleksandr Vojtinskij, regista e produttore discografico russo
- 11 marzo - Carla Wieser, ex ginnasta italiana
- 12 marzo - Daniel Aréjula, ex cestista argentino
- 12 marzo - Mustafa Bešić, ex hockeista su ghiaccio sloveno
- 12 marzo - Gilberto Gerali, ex giocatore di baseball e allenatore di baseball italiano
- 12 marzo - Mimosa Martini, giornalista e scrittrice italiana
- 12 marzo - Michael Mortensen, ex tennista danese
- 12 marzo - Hans Karl Peterlini, giornalista, scrittore e pedagogo italiano
- 12 marzo - Francisco José Villas-Boas Senra de Faria Coelho, arcivescovo cattolico portoghese
- 13 marzo - Carlo Conti, conduttore televisivo, conduttore radiofonico e autore televisivo italiano
- 13 marzo - Nicoletta Fabio, politica italiana
- 13 marzo - Erich Gamma, informatico svizzero
- 13 marzo - Vladimir Gorin, ex cestista russo
- 13 marzo - Vasilij Ivanovič Ignatenko, militare e vigile del fuoco sovietico († 1986)
- 13 marzo - Valerij Kornienko, ex pattinatore artistico su ghiaccio sovietico
- 13 marzo - Sebastiano Nela, ex calciatore e ex giocatore di calcio a 5 italiano
- 13 marzo - Fausto Ricci, pilota motociclistico italiano
- 13 marzo - Masahiko Shimada, scrittore giapponese
- 13 marzo - Flavio Tanzilli, politico italiano
- 14 marzo - Harriette Cole, stilista, editrice e scrittrice statunitense
- 14 marzo - Reggie Collier, ex giocatore di football americano statunitense
- 14 marzo - Ugo Delucchi, fumettista e vignettista italiano
- 14 marzo - Mikheil Giorgadze, ex pallanuotista sovietico
- 14 marzo - Penny Johnson Jerald, attrice statunitense
- 14 marzo - Hiro Matsushita, imprenditore e pilota automobilistico giapponese
- 14 marzo - José Luis Mendilibar, allenatore di calcio e ex calciatore spagnolo
- 14 marzo - Antonio Santori, poeta e saggista italiano († 2007)
- 14 marzo - Sergio Tabbia, allenatore di calcio a 5 italiano
- 14 marzo - Rey Washam, batterista statunitense
- 14 marzo - Igor' Zajcev, regista sovietico
- 15 marzo - Sabine Baeß, ex pattinatrice artistica su ghiaccio tedesca
- 15 marzo - Moungi Bawendi, chimico statunitense
- 15 marzo - Fabio Biondi, violinista e direttore d'orchestra italiano
- 15 marzo - Terry Cummings, ex cestista statunitense
- 15 marzo - Max Julen, ex sciatore alpino svizzero
- 15 marzo - Tiziano Lorenzon, ex cestista italiano
- 15 marzo - Wavel Ramkalawan, politico seychellese
- 16 marzo - Terje Aa, giocatore di bridge norvegese
- 16 marzo - Olivier Carré, politico e imprenditore francese
- 16 marzo - Mel Gray, ex giocatore di football americano statunitense
- 16 marzo - Todd McFarlane, disegnatore, fumettista e imprenditore canadese
- 16 marzo - Milan Medić, ex cestista jugoslavo
- 16 marzo - Marzio Olivero, politico italiano
- 16 marzo - Luis Abdón Rodríguez, ex calciatore cileno
- 16 marzo - Ron Spivey, ex cestista statunitense
- 16 marzo - Gianpiero Vincenzo, sociologo e critico d'arte italiano
- 17 marzo - Alexander Bard, cantante e produttore discografico svedese
- 17 marzo - Sam Bowie, ex cestista statunitense
- 17 marzo - Alessandro Fantozzi, allenatore di pallacanestro e ex cestista italiano
- 17 marzo - Ignazio Gibilaro, generale italiano
- 17 marzo - Andris Jēkabsons, ex cestista sovietico
- 17 marzo - Marco Miccoli, politico italiano
- 17 marzo - Derio Olivero, vescovo cattolico italiano
- 17 marzo - Dana Reeve, cantante, attrice e attivista statunitense († 2006)
- 17 marzo - Casey Siemaszko, attore statunitense
- 17 marzo - Gris Grimly, illustratore e scrittore statunitense
- 17 marzo - Raúl Viver, allenatore di tennis e ex tennista ecuadoriano
- 17 marzo - Steven Wood, canoista australiano († 1995)
- 18 marzo - Gary Anderson, ex giocatore di football americano statunitense
- 18 marzo - Giovanni Caravelli, generale e prefetto italiano
- 18 marzo - Cho Geung-yeon, ex calciatore sudcoreano
- 18 marzo - Gabriel González, ex calciatore paraguaiano
- 18 marzo - Grant Hart, cantante, batterista e polistrumentista statunitense († 2017)
- 18 marzo - Todd Nelson, ex tennista statunitense
- 18 marzo - Geoffrey Owens, attore statunitense
- 18 marzo - Heidi Preuss, ex sciatrice alpina statunitense
- 18 marzo - Stefano Santarelli, fumettista e drammaturgo italiano
- 18 marzo - Curt Warner, ex giocatore di football americano statunitense
- 19 marzo - Rune Bratseth, dirigente sportivo e ex calciatore norvegese
- 19 marzo - Jos Lansink, cavaliere olandese
- 19 marzo - Vata Matanu Garcia, ex calciatore angolano
- 19 marzo - Klébi Nori, cantautrice e scrittrice brasiliana
- 19 marzo - Jeffrey Scott Grob, arcivescovo cattolico statunitense
- 19 marzo - Mariolina Zitta, cestista italiana († 2024)
- 20 marzo - Stefano Butti, allenatore di calcio e ex calciatore italiano
- 20 marzo - Armando Cascione, ex calciatore italiano
- 20 marzo - Leonardo Gajo, attore, doppiatore e direttore del doppiaggio italiano
- 20 marzo - Susan Hough, sismologa statunitense
- 20 marzo - Đuro Hranić, arcivescovo cattolico croato
- 20 marzo - Marc Jobst, regista britannico
- 20 marzo - Martín Lasarte, allenatore di calcio e ex calciatore uruguaiano
- 20 marzo - Maja Maranow, attrice tedesca († 2016)
- 20 marzo - Trevor Morley, ex calciatore inglese
- 20 marzo - Michael O'Leary, manager irlandese
- 20 marzo - Jesper Olsen, ex calciatore danese
- 21 marzo - James Bergeson, ex pallanuotista statunitense
- 21 marzo - Daniel Castellani, allenatore di pallavolo e ex pallavolista argentino
- 21 marzo - Kassie DePaiva, attrice statunitense
- 21 marzo - Calvin Duncan, ex cestista e allenatore di pallacanestro statunitense
- 21 marzo - Raffaele Jerusalmi, dirigente d'azienda italiano
- 21 marzo - Dwight Jones, ex cestista statunitense
- 21 marzo - Hiroshi Jōfuku, allenatore di calcio e ex calciatore giapponese
- 21 marzo - Lothar Matthäus, allenatore di calcio e ex calciatore tedesco
- 21 marzo - Slim Jim Phantom, batterista e compositore statunitense
- 21 marzo - Luigi Spagnol, editore e traduttore italiano († 2020)
- 21 marzo - Kim Turner, ex ostacolista statunitense
- 21 marzo - Simone Young, direttrice d'orchestra australiana
- 22 marzo - Angelo Carpineta, allenatore di calcio e ex calciatore italiano
- 22 marzo - Pascal Garibian, ex arbitro di calcio francese
- 22 marzo - Ingolf Roßberg, ex politico tedesco
- 22 marzo - Antonia San Juan, attrice, sceneggiatrice e regista spagnola
- 22 marzo - Jacek Zieliński, allenatore di calcio e ex calciatore polacco
- 23 marzo - Eivind Aarset, chitarrista norvegese
- 23 marzo - Luca Bergamini, dirigente sportivo e ex giocatore di calcio a 5 italiano
- 23 marzo - Steve Holmes, attore pornografico rumeno
- 23 marzo - Francesco Ferrante, ambientalista e politico italiano
- 23 marzo - Craig Green, ex rugbista a 15 e allenatore di rugby a 15 neozelandese
- 23 marzo - Ali Hewson, attivista irlandese
- 23 marzo - Chinche Lafuente, ex cestista spagnolo
- 23 marzo - Paolo Marcheschi, politico italiano
- 23 marzo - Norrie McCathie, calciatore scozzese († 1996)
- 24 marzo - Alex Azzopardi, ex calciatore maltese
- 24 marzo - Franco Ciani, allenatore di pallacanestro italiano
- 24 marzo - Peter Davenport, allenatore di calcio e ex calciatore inglese
- 24 marzo - Jorge Faggiano, ex cestista argentino
- 24 marzo - Maureen O'Toole, ex pallanuotista e allenatrice di pallanuoto statunitense
- 24 marzo - Gianīs Varoufakīs, economista e politico greco
- 25 marzo - Valter Catarra, politico italiano († 2018)
- 25 marzo - Reggie Fils-Aime, dirigente d'azienda statunitense
- 25 marzo - Marek Andrzej Inglot, gesuita polacco
- 25 marzo - Ron Keel, cantante statunitense
- 25 marzo - Bruno Kernen, ex sciatore alpino svizzero
- 25 marzo - Karen Lancaster, ex sciatrice alpina statunitense
- 25 marzo - David Meerman Scott, economista e scrittore statunitense
- 25 marzo - Makoto Ozone, pianista giapponese
- 25 marzo - Ricardo Paciocco, allenatore di calcio e ex calciatore italiano
- 25 marzo - Annette Stai, supermodella norvegese
- 25 marzo - John Stockwell, attore, regista e sceneggiatore statunitense
- 25 marzo - Tong Fei, ex ginnasta cinese
- 25 marzo - Yoon Deok-yeo, allenatore di calcio e ex calciatore sudcoreano
- 26 marzo - Niels Arden Oplev, regista, sceneggiatore e produttore televisivo danese
- 26 marzo - Joe Binion, ex cestista statunitense
- 26 marzo - Leigh Bowery, artista australiano († 1995)
- 26 marzo - Pascal Caucheteux, produttore cinematografico e imprenditore francese
- 26 marzo - Amir Ali Hajizadeh, generale iraniano († 2025)
- 26 marzo - Denis Innocentin, cestista italiano († 1991)
- 26 marzo - William Hague, politico britannico
- 26 marzo - Didi Leoni, giornalista, conduttrice televisiva e produttrice cinematografica italiana
- 26 marzo - Luca Mangoni, artista italiano
- 26 marzo - Nicola Pellicani, giornalista e politico italiano
- 26 marzo - Gerhard Pfaffenbichler, ex sciatore alpino austriaco
- 26 marzo - Billy Warlock, attore statunitense
- 27 marzo - Chung Jong-soo, allenatore di calcio e ex calciatore sudcoreano
- 27 marzo - Marcelo Daniel Colombo, arcivescovo cattolico argentino
- 27 marzo - Mauro Gardin, ex rugbista a 15 e allenatore di rugby a 15 italiano
- 27 marzo - Abdel Hamid Hassan, ex giocatore di calcio a 5 egiziano
- 27 marzo - Pietro Iurlaro, politico italiano
- 27 marzo - Tak Matsumoto, chitarrista giapponese
- 27 marzo - Tommy McClendon, chitarrista e violinista giapponese
- 27 marzo - Dario Montani, ex ciclista su strada italiano
- 27 marzo - Christian Ntsay, politico malgascio
- 27 marzo - Tony Rominger, ex ciclista su strada svizzero
- 27 marzo - Nicolò Zanon, avvocato e giurista italiano
- 28 marzo - Orla Brady, attrice irlandese
- 28 marzo - Ricardo Dabrowski, allenatore di calcio e ex calciatore argentino
- 28 marzo - Stefano Di Marino, scrittore, traduttore e critico letterario italiano († 2021)
- 28 marzo - Gianluca Greco, regista e sceneggiatore italiano
- 28 marzo - Victoria Osteen, scrittrice statunitense
- 28 marzo - Byron Scott, ex cestista e allenatore di pallacanestro statunitense
- 28 marzo - Barbara Wussow, attrice tedesca
- 29 marzo - Antonino Agostino, poliziotto italiano († 1989)
- 29 marzo - Françoise Amiaud, ex cestista francese
- 29 marzo - Gary Brabham, pilota automobilistico australiano
- 29 marzo - Riccardo Guariglia, diplomatico italiano
- 29 marzo - Matt Letley, batterista e percussionista britannico
- 29 marzo - Sergio Lo Giudice, politico italiano
- 29 marzo - Mieczysław Mokrzycki, arcivescovo cattolico polacco
- 29 marzo - Ron Perkins, attore statunitense
- 29 marzo - Amy Sedaris, attrice, scrittrice e comica statunitense
- 29 marzo - Florin Segărceanu, allenatore di tennis e ex tennista rumeno
- 29 marzo - Fulvio Simonini, allenatore di calcio, ex calciatore e dirigente sportivo italiano
- 29 marzo - Giommaria Uggias, politico e avvocato italiano
- 29 marzo - Michael Winterbottom, regista e sceneggiatore inglese
- 30 marzo - Petr Blažek, ex pentatleta cecoslovacco
- 30 marzo - Jörg Burow, ex arbitro di calcio e ex calciatore tedesco
- 30 marzo - Li Chevalier, artista, pittrice e scultrice cinese
- 30 marzo - Constanța Fotescu, ex cestista rumena
- 30 marzo - Maria Maricich, ex sciatrice alpina statunitense
- 30 marzo - Roberto Simón, ex cestista cubano
- 30 marzo - Mike Thackwell, ex pilota automobilistico neozelandese
- 31 marzo - Germano Craighero, carabiniere italiano († 1991)
- 31 marzo - Manfred Deckert, dirigente sportivo e ex saltatore con gli sci tedesco
- 31 marzo - Žarko Đurišić, ex cestista sloveno
- 31 marzo - Howard Gordon, sceneggiatore e produttore televisivo statunitense
- 31 marzo - Jake Heggie, compositore e pianista statunitense
- 31 marzo - Michele Marini, politico italiano
- 31 marzo - Jesus Crispin Remulla, politico filippino
- 31 marzo - Jun Togawa, cantautrice e attrice giapponese
- 31 marzo - Gary Winick, regista e produttore cinematografico statunitense († 2011)